# Daniil Wladimirowitsch Andrijenko
Daniil Wladimirowitsch Andrijenko (russisch Даниил Владимирович Андриенко; * 26. Oktober 1989 in Krasnodar) ist ein russischer Ruderer.

## Karriere
Andrijenko belegte mit dem russischen Achter den 9. Platz bei den Weltmeisterschaften 2013 auf dem Tangeumsee in Chungju (Südkorea).
Im Jahr 2012 misslang ihm mit Alexander Kulesch, Iwan Podschiwalow und Anton Saruzki die Qualifikation für die Olympischen Sommerspiele in London, als bei der entscheidenden Regatta in Luzern nur der vierte Platz belegt wurde. Später in derselben Saison wurde die Mannschaft Vierte bei den Europameisterschaften in Varese.
Am 8. Juli 2013 gewann er die Goldmedaille im Achter bei der Sommer-Universiade 2013 in Kasan.
Auf der Regattastrecke Beetzsee in Brandenburg an der Havel gewann Andrijenko bei den Europameisterschaften 2016 die Silbermedaille mit dem russischen Achter.
Bei den Olympischen Spielen 2016 in Rio de Janeiro waren zunächst für Russland Iwan Podschiwalow, Georgi Jefremenko, Semjon Jaganow und Daniil Andrijenko für den Vierer ohne Steuermann gemeldet. Podschiwalow wurde nach der Veröffentlichung des McLaren-Reports wegen eines Dopingvergehens im Jahr 2007 nicht zum Start zugelassen. Jaganow und Andrijenko erhielten wie 15 andere russische Ruderer keine Starterlaubnis, weil sie zwischen 2011 und 2016 nicht in einem nicht-russischen Dopingtest untersucht wurden.
Bei den Europameisterschaften 2017 in Račice u Štětí (Tschechien) auf dem Ruderkanal Račice gewann er die Bronzemedaille im Vierer ohne Steuermann. Bei den Europameisterschaften 2018 belegte er Platz 6 im Achter.
Andrijenko gewann mehrmals russische Meisterschaften (2014 und 2015 im Vierer ohne Steuermann; 2012, 2013, 2016 im Achter).